# Jason Garrison
Jason Garrison (* 13. November 1984 in White Rock, British Columbia) ist ein ehemaliger kanadischer Eishockeyspieler, der im Verlauf seiner aktiven Karriere zwischen 2005 und 2023 unter anderem 603 Spiele für die Florida Panthers, Vancouver Canucks, Tampa Bay Lightning, Vegas Golden Knights und Edmonton Oilers in der National Hockey League (NHL) auf der Position des Verteidigers bestritten hat.

## Karriere

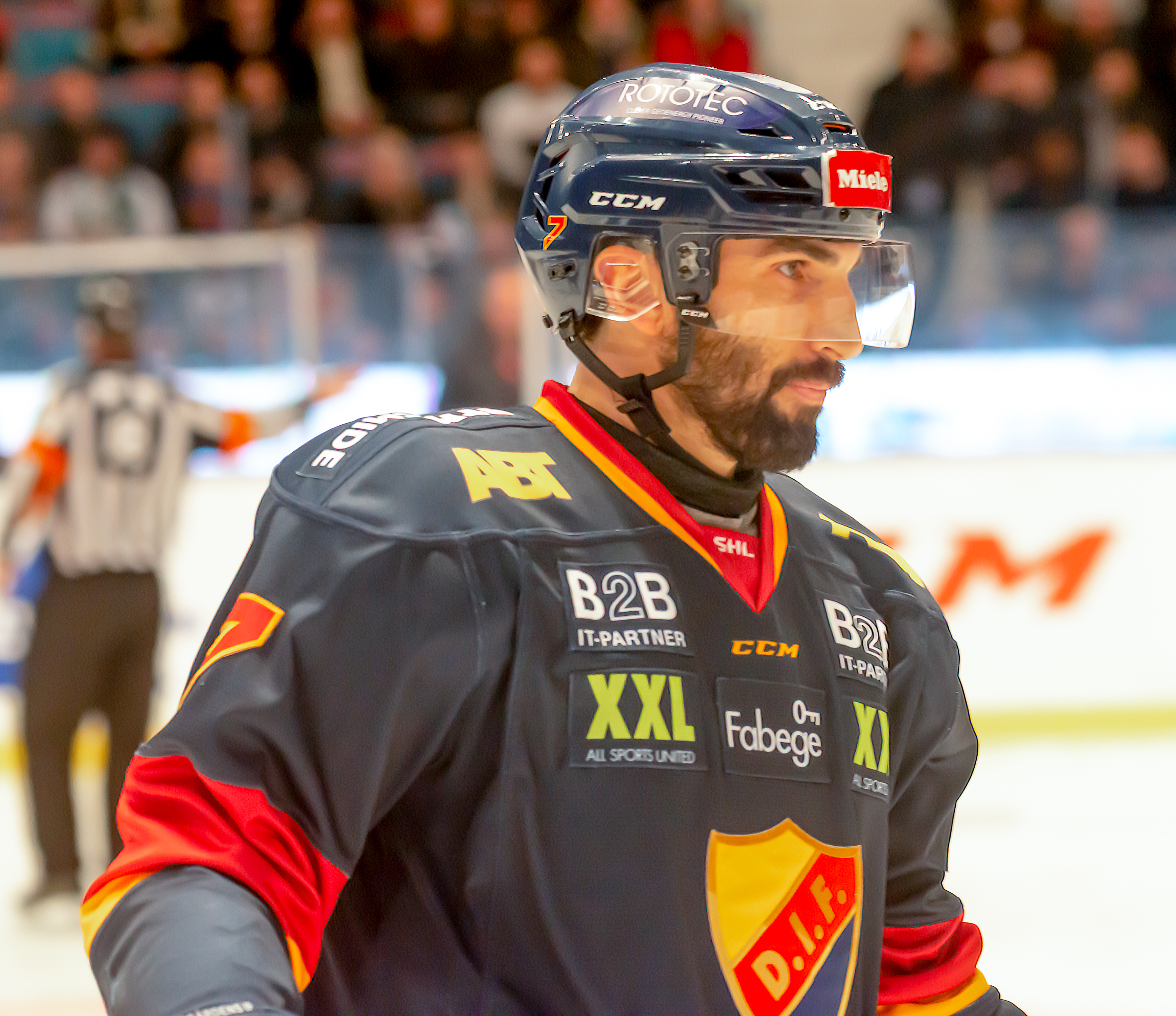
Garrison im Trikot von Djurgårdens IF (2019)

Garrison begann seine Karriere als Eishockeyspieler bei den Nanaimo Clippers aus der British Columbia Hockey League, für die er von 2003 bis 2005 spielte. Anschließend spielte der Verteidiger drei Jahre lang für die Eishockeymannschaft der University of Minnesota Duluth in der National Collegiate Athletic Association. Vor der Saison 2008/09 wurde Garrison, der nie zuvor gedraftet worden war, von den Florida Panthers aus der National Hockey League (NHL) unter Vertrag genommen und in den Kader von deren Farmteam aus der American Hockey League (AHL), der Rochester Americans, aufgenommen. Am 25. Oktober 2008 gab der Kanadier sein Debüt in der National Hockey League, als er beim Auswärtsspiel bei den St. Louis Blues auf dem Eis stand. Nach vier Jahren in Florida wechselte Garrison am 1. Juli 2012 zu den Vancouver Canucks, bei denen er einen Sechsjahresvertrag unterzeichnete.
Am Tag des NHL Entry Draft 2014 wurde Garrison von den Canucks an die Tampa Bay Lightning für deren 50. Draft-Wahlrecht abgegeben. Er spielte dort drei Jahre, ehe er im Juni 2017 im NHL Expansion Draft 2017 von den Vegas Golden Knights ausgewählt wurde. Vegas erhielt für die Wahl von ihm – und um andere Spieler vor einer Wahl zu schützen – von Tampa zusätzlich die Rechte an Nikita Gussew, ein Zweitrunden-Wahlrecht für den NHL Entry Draft 2017 sowie ein Viertrunden-Wahlrecht für den NHL Entry Draft 2018. Bei den Golden Knights konnte sich Garrison allerdings keinen Stammplatz erspielen und wurde daher zu den Chicago Wolves in die AHL geschickt. Nach der Saison 2017/18 wurde sein auslaufender Vertrag in Vegas nicht verlängert, sodass er in den Edmonton Oilers einen neuen Arbeitgeber fand, bei denen er erst probeweise an der Saisonvorbereitung teilnahm und schließlich im Oktober 2018 einen Einjahresvertrag unterzeichnete. Bereits im Dezember 2018 gaben ihn die Oilers allerdings samt Drake Caggiula an die Chicago Blackhawks ab und erhielten im Gegenzug Brandon Manning und Robin Norell.
In Chicago wurde sein Vertrag wenige Tage später in beidseitigem Einvernehmen aufgelöst, sodass davon ausgegangen wurde, dass der Verteidiger seine Karriere in Europa fortsetzten würde. Dies tat er bereits Anfang Januar 2019, als er sich Djurgårdens IF aus der Svenska Hockeyligan anschloss und dort bis zum Sommer 2020 aktiv war. In dieser Zeit wurde er mit dem Team schwedischer Vizemeister. Anschließend pausierte der Kanadier über ein Jahr und unterzeichnete erst Ende Dezember 2021 einen Probevertrag bei den Syracuse Crunch aus der AHL, aus dem jedoch nach neun Einsätzen kein festes Engagement wurde. Parallel dazu war er seit dem Sommer als Assistenztrainer an seiner Alma Mater, der University of Minnesota Duluth, tätig. Im Herbst 2022 nahm der Verteidiger an der Saisonvorbereitung der Chicago Wolves aus der AHL teil, nachdem er dort einen Probevertrag unterschrieben hatte. Bis zu seiner Entlassung Ende Januar 2023 hatte er lediglich bei drei Spielen auf dem Eis gestanden. Danach trat Garrison nicht mehr im professionellen Eishockey in Erscheinung.

## Erfolge und Auszeichnungen
- 2004 Fred-Page-Cup-Gewinn mit den Nanaimo Clippers
- 2005 BCHL Coastal Conference Best Defenseman
- 2019 Schwedischer Vizemeister mit Djurgårdens IF

## Karrierestatistik

### International
Vertrat Kanada bei:
- Weltmeisterschaft 2014

(Legende zur Spielerstatistik: Sp oder GP = absolvierte Spiele; T oder G = erzielte Tore; V oder A = erzielte Assists; Pkt oder Pts = erzielte Scorerpunkte; SM oder PIM = erhaltene Strafminuten; +/− = Plus/Minus-Bilanz; PP = erzielte Überzahltore; SH = erzielte Unterzahltore; GW = erzielte Siegtore; 1 Play-downs/Relegation; Kursiv: Statistik nicht vollständig)